# Itala (Olaszország)
Itala település Olaszországban, Szicília régióban, Messina megyében. Lakosainak száma 1513 fő (2023. január 1.). Itala Alì, Alì Terme, Fiumedinisi, Messina és Scaletta Zanclea községekkel határos.

## Népesség
A település lakossága az elmúlt években az alábbi módon változott:
| Lakosok száma | 1619 | 1615 | 1513 |
|               | 2017 | 2018 | 2023 |